# Uzavřená množina
Uzavřená množina je abstrakce a zobecnění intuitivní představy uzavřeného intervalu na množině reálných čísel {\displaystyle \mathbb {R} }, kde uzavřený je takový interval, který obsahuje své krajní body. Základním zobecněním je považovat za uzavřené množiny i konečná sjednocení intervalů (obecně množin, o nichž už víme, že jsou uzavřené).
O uzavřenosti množiny můžeme mluvit pouze ve vztahu k její konkrétní nadmnožině: Například polouzavřený interval {\displaystyle (5,10\rangle } není uzavřený jako podmnožina množiny {\displaystyle \mathbb {R} } reálných čísel, ale je uzavřený jako podmnožina intervalu {\displaystyle (5,15)\,\!}.
Dalším zobecněním je považovat za uzavřenou každou množinu, která obsahuje svou hranici, což lze interpretovat tak, že podmnožina {\displaystyle A\,\!} množiny {\displaystyle B\,\!} je uzavřená, jestliže pro každý bod {\displaystyle x\in B\smallsetminus A\,\!} existuje nějaké okolí {\displaystyle U\,\!}, které neprotíná množinu {\displaystyle A\,\!}.
Protože účinným prostředkem, jak „uniknout“ z množiny, je použití limity nekonečné posloupnosti prvků množiny, definice uzavřené množiny často požadují, aby uzavřená množina obsahovala limity každé konvergentní posloupnosti prvků z množiny.
Topologický prostor poskytuje ještě obecnější definici uzavřené množiny – uzavřená je taková množina, která je doplňkem otevřené množiny.

## Definice
Následující tři definice jsou ekvivalentní, každá z nich zobecňuje tu předchozí. Každý metrický prostor je zároveň topologickým prostorem; na metrických prostorech je množina uzavřená v metrickém smyslu, právě když je uzavřená v topologickém smyslu. Na metrickém prostoru reálných čísel pak splývají všechny tři definice. Uzavřenost je tedy zřetelným příkladem procesu, kdy je studována nějaká vlastnost konkrétních objektů a pak zobecňována na širší a abstraktnější matematické struktury.

### Definice na reálných číslech
Říkáme, že množina {\displaystyle A\subseteq \mathbb {R} \!} je uzavřená, pokud pro každé {\displaystyle x\in \mathbb {R} \smallsetminus A\,\!} existuje kladné číslo {\displaystyle \varepsilon >0\,\!} takové, že pro každé {\displaystyle y\in \mathbb {R} \,\!} platí:
{\displaystyle \left|y-x\right|<\varepsilon \,\implies y\notin A\,\!}
Tak například množina {\displaystyle \langle 1,2\rangle \cup \langle 3,4\rangle \cup \langle 5,6\rangle \,\!} je uzavřená. Pokud by někdo zvolil za {\displaystyle x} např. číslo 2,01 (záměrně číslo velmi blízké této množině), pak můžeme za {\displaystyle \varepsilon \,\!} zvolit např. jednu tisícinu nebo jednu miliardtinu.
Naproti tomu množina {\displaystyle (5,10\rangle \,\!} v {\displaystyle \mathbb {R} } uzavřená není, protože interval je polouzavřený. Za {\displaystyle x} můžeme zvolit {\displaystyle x=5} (které patří do {\displaystyle \mathbb {R} } ale ne do {\displaystyle (5,10\rangle \,\!}), žádné kladné {\displaystyle \varepsilon \,\!} nesplní výše uvedený vzorec. Zvolí-li někdo např. {\displaystyle \varepsilon =0,001\,\!} , pak existuje {\displaystyle y=5,0001\,\!} , pro které vzorec neplatí.
V této nejjednodušší definici zkoumáme množiny jako podmnožiny množiny všech reálných čísel. Pokud bychom zkoumali uzavřenost intervalu {\displaystyle (5,10\rangle } jako podmnožiny {\displaystyle (5,15)\,\!}, nemůžeme použít {\displaystyle x=5}. Při volbě {\displaystyle x=5,0001\,\!} , stačí vzít {\displaystyle \varepsilon =0,00001\,\!} a {\displaystyle y=5,00009\,\!} do množiny patří.

### Definice v metrických prostorech
Definice v metrických prostorech je velmi podobná, ovšem je možno ji vztáhnout na širokou množinu matematických objektů. Například mezi body v rovině lze zavést metriku jako jejich klasickou (euklidovskou) vzdálenost, takže obvod čtverce bude uzavřená množina, celý čtverec také, ale vnitřek čtverce ne.
Na množině všech spojitých funkcí
na intervalu {\displaystyle \langle 0,1\rangle \,\!}
lze zavést metriku tak, že „vzdálenost“ dvou funkcí bude maximální hodnota jejich rozdílu. Potom množina {\displaystyle Y} všech funkcí takových, že f(0,5) = 10, bude uzavřená. Množina {\displaystyle Z} všech funkcí, které jsou všude záporné, ale uzavřená nebude, neboť pro každé kladné {\displaystyle \varepsilon \,\!} lze uvažovat konstantní funkci f(x) = {\displaystyle -\varepsilon  \over 2\,\!}, která leží v množině {\displaystyle Z}, ačkoli je „vzdálena o méně než {\displaystyle \varepsilon \,\!}“ od nulové funkce, která v {\displaystyle Z} neleží.
Definice zní takto: Buď {\displaystyle (M,\rho )\,\!} metrický prostor a {\displaystyle A\subseteq M\,\!}. Potom {\displaystyle A\,\!} je uzavřená, pokud pro každé {\displaystyle x\in M\smallsetminus A\,\!} existuje {\displaystyle \varepsilon \in \mathbb {R} ^{+}\,\!} takové, že pro každé {\displaystyle y\in M\,\!} platí:
{\displaystyle \rho (x,y)<\varepsilon \,\implies \,y\notin A\,\!}

### Topologická definice
Uzavřená množina je taková množina topologického prostoru, jejíž doplněk je otevřená množina. Uzavřená množina obsahuje i svou hranici.
Uzavřená množina není opakem otevřené množiny. Existují totiž množiny, které jsou uzavřené i otevřené zároveň (tzv. obojetné množiny).
Nejmenší uzavřená množina, která obsahuje nějakou otevřenou množinu A jako svou podmnožinu se nazývá uzávěr množiny A.

### Definice pomocí konvergence
Ve všech uvedených případech (reálná osa, metrický prostor a topologický prostor) lze definovat pojem konvergentní posloupnost. Potom každá výše uvedená definice je ekvivalentní s definicí, že množina je uzavřená, pokud z ní „nelze vykonvergovat“. Přesněji:
Množina {\displaystyle A\subseteq M\,\!} je uzavřená, pokud pro každou posloupnost {\displaystyle (x_{n})_{n=1}^{\infty }\,\!}, jejíž prvky leží v {\displaystyle A\,\!}, platí: Konverguje-li {\displaystyle (x_{n})_{n=1}^{\infty }\,\!} k prvku {\displaystyle x\in M\,\!} , pak {\displaystyle x\in A\,\!}.
Příklad: Množina {\displaystyle (1,2\rangle \,\!} není uzavřená, neboť z ní lze „vykonvergovat“ posloupností {\displaystyle x_{n}=1+{1 \over n}\,\!}, tedy posloupností
{\displaystyle 2,\,1{1 \over 2},\,1{1 \over 3},\,1{1 \over 4},\,1{1 \over 5}\dots \,\!}
Její limitou (číslem, k němuž konverguje) je číslo 1, které v {\displaystyle A} neleží.
Formálně řečeno uzavřená množina je ta, která obsahuje všechny své hromadné body. 

## Vlastnosti
Sjednocení konečného počtu uzavřených množin je uzavřená množina.
Průnik spočetně mnoha uzavřených množin je uzavřená množina.
Prázdná množina a celý topologický prostor X jsou uzavřené množiny.

## Příklady
- Uzavřený interval {\displaystyle \langle a,b\rangle } na množině reálných čísel je uzavřená množina.
- Jednotkový interval {\displaystyle \langle 0,1\rangle } je uzavřený v metrickém prostoru reálných čísel a množina {\displaystyle \langle 0,1\rangle \cap \mathbb {Q} } racionálních čísel mezi 0 a 1 (včetně) je uzavřená v prostoru racionálních čísel, ale {\displaystyle \langle 0,1\rangle \cap \mathbb {Q} } není uzavřená v reálných číslech.
- Některé množiny nejsou ani otevřené ani uzavřené, například polouzavřený interval {\displaystyle \langle 0,1)} v množině reálných čísel.
- Některé množiny jsou jak otevřené tak uzavřené (anglicky se nazývají clopen množiny).
- Interval {\displaystyle \langle 0,+\infty )} je uzavřená množina.
- Cantorova množina je neobvyklá uzavřená množina v tom smyslu, že se skládá pouze z hraničních bodů a není nikde hustá.
- Izolované body (a tedy i konečné množiny) v Hausdorffově prostoru jsou uzavřené množiny.
- Množina všech prvočísel v množině všech reálných čísel je uzavřená množina, ale množina všech racionálních čísel v množině všech reálných čísel uzavřená není (doplnění množiny racionálních čísel, která je hustá v množině reálných čísel na úplnou množinu reálných čísel limitami všech konvergentních posloupností racionálnách čísel je jedním ze způsobů jak získat množinu reálných čísel).
- Jestliže X a Y jsou topologické prostory, funkce f z X do Y je spojitá právě tehdy, když obraz každé uzavřené množiny v Y je uzavřená v X.

## Absolutně uzavřená množina
Množina A s nějakou metrikou se nazývá absolutně uzavřená, pokud je uzavřená jakožto podmnožina jakéhokoliv metrického prostoru. Tak množina {\displaystyle (5,10\rangle } s metrikou {\displaystyle \rho (x,y)=\left|x-y\right|} není absolutně uzavřená, protože je sice uzavřená jako podmnožina {\displaystyle (5,15)\,\!}, ale nikoli jako podmnožina {\displaystyle (1,15)\,\!}.